# Barrière de Bayonne
La barrière de Bayonne (en occitan : barrièra de Baiona) est une voie de Toulouse, chef-lieu de la région Occitanie, dans le Midi de la France.

## Situation et accès

### Description
La barrière de Bayonne est une place de Toulouse. Elle se situe dans le quartier de la Patte-d'Oie.

### Voies rencontrées
La barrière de Bayonne rencontre les voies suivantes, dans l'ordre des numéros croissants :
1. Boulevard Jean-Brunhes
2. Avenue de Grande-Bretagne
3. Boulevard Gabriel-Koenigs
4. Avenue de Grande-Bretagne

### Transports
La barrière de Bayonne est traversée et desservie par les lignes de bus 4566. Sur la place de la Patte-d'Oie, à proximité immédiate, se trouve également la station du même nom, sur la ligne de métro , ainsi qu'un arrêt de la ligne de bus 14.
Une station de vélos en libre-service VélôToulouse se trouve à proximité immédiate de la barrière de Bayonne, la station no 138 (3 boulevard Jean-Brunhes).

## Odonymie
Le nom de la place est lié à la présence d'une « barrière » à la limite de l'octroi au XIXe siècle. Elle fut établie en 1882 à l'est du faubourg Saint-Cyprien (actuels boulevards Déodat-de-Séverac, Gabriel-Koenigs et Jean-Brunhes). La barrière d'octroi laissait ici passer la route de Bayonne (actuelle avenue de Grande-Bretagne), ainsi nommée puisqu'elle marquait l'origine de la route nationale no 124 de Toulouse à Bayonne.